# Varanus similis
Varanus similis är en ödleart som beskrevs av Mertens 1958. Varanus similis ingår i släktet Varanus och familjen Varanidae. Inga underarter finns listade i Catalogue of Life.
Nyare studier antyder att arten är identisk med Varanus scalaris.
Arten förekommer i delstaterna Northern Territory och Queensland i Australien och på Nya Guinea. Honor lägger ägg. ödlan lever även på några öar och den vistas i låglandet. Habitatet varierar mellan savanner, buskskogar och skogar. Exemplaren går på marken och klättrar i träd. De gömmer sig ibland i föremål som skapades av människor. Varanus similis har gräshoppor, kackerlackor, spindlar, skalbaggar och ibland andra ödlor, groddjur, små däggdjur eller småfåglar som föda.
Begränsade populationer påverkas av bränder. Några exemplar fångas och säljs som terrariedjur. Hela populationen anses vara stor. IUCN listar arten som livskraftig (LC).